# عربية قبرصية (نبات)
عربية قبرصية (الاسم العلمي: Arabis cypria) هي نوع من النباتات تتبع جنس العربية من الفصيلة الكرنبية.